# Agave jarucoensis
Agave jarucoensis là một loài thực vật có hoa trong họ Măng tây. Loài này được A.Álvarez mô tả khoa học đầu tiên năm 1980.